# Гантімур
Гантімур (д/н—1686) — князь союзу нерчинських тунгусів та даурів. Тривалий час був васалом імперії Цін, але зрештою перейшов на бік Московського царства. Засновник князівського роду Гантімурових.

## Життєпис
Походив з тунгусько-даурського роду Дулігат. Точна дата народження та отримання влади невідома. Мав значні області в долині річки Нонні, його були підвладними так званні нерчинські тунгуси і даури Верхнього Амуру. Вперше згадується у письмових джерелах від 1649 року. 1650 року внаслідок нападу козаків на чолі із Єрофеєм Хабаровим, зазнав поразки й вимушений був надати їм ясак. Жорстокість козаків викликало ворожість до них та інших московитів з боку Гантімура. 1651 року визнав владу китайської імперії Цін.
Брав участь у війні з Московським царством. У 1654 році пограбував Нерчинський острог, після чого відступив до річки Ган (притоку Аргуні). 1656 року пограбував Шилкський острог, після чого відступив до річки Нонні. За це Гантімуру булонадано високий чин цзоліна (4-й за значимістю в маньчжурських військах). Річна платня його становила 4200 лян срібла і 4 коробки золота.
У 1667 році він був посланий знищити Кумарський острог на Амурі. Але він пішов до Нерчинську, де з 40 родовими старшинами та 500 вояками перейшов на бік Московського царства. З них було сформовано Тунгуський козачий полк. Причиною переходу за деякими відомостями було за бажання цінського уряду обмежити володіння Гантімура біля Нонні.
Такі дії Гантімура, за яким визнавалися права на амурські землі, послабили вплив Цін на даурів та тунгусів. Незабаром прикладу Гантімура послідували князьки Туйдохунь, Баодай і Веньду. Тому 1669 року маньчжурське 6-тисячне військо підійшов до Нерчинска, намагаючись захопити Гантімура, але марно. 1676 року під час перемовин цінського уряд з московським послом Миколою Спафарієм підіймалося питання повернення Гантімура, але московити відмовили.
Наприкінці 1684 або на початку 1685 року разом з сином Катанаєм був хрещений в Нерчинску, отримавши ім'я «Петро», а син — «Павло». Від московських царів Івана V і Петра I в 1686 році отримав князівську гідність і записаний в дворяни за московським списком. Був викликаний до Москви, але по дорозі помер в Наримі.